# Louis Dupal
Ludvík Dupal, dit Louis Dupal (aussi Ludwig Dupal ou Ludwick Dupal), né le 17 avril 1913 à Dubnany en Autriche-Hongrie (actuellement en République tchèque), était un joueur puis un entraîneur de football tchécoslovaque. 
Il a joué en France, au FC Sochaux  et au RCFC Besançon. Mais c'est surtout sa carrière d'entraîneur qui a été remarquable: il a eu sous ses ordres les joueurs de plusieurs grands clubs français, comme le RC Lens, l'AS Monaco ou le FC Nantes ou belge comme le FC Bruges.

## Carrière
- 1947-1949 :  RCFC Besançon
- 1949-1950 :  Urania Genève Sport
- 1950-1953 :  RC Lens
- 1953-1956 :  AS Monaco
- 1956-1960 :  FC Nantes
- 1960-mars 1962 :  FC Sochaux
- 1962-1965 :  US Forbach
- 1965-1967 :  FC Bruges
- 1967-déc. 1968 :  RFC Liège
- 1969-1970 :  CS Hammam Lif
- 1970-1971 :  Olympique avignonnais

## Palmarès
- Finaliste de la Coupe Charles Drago en 1964 avec l'US Forbach